# Heinrich Kühn
Heinrich Kühn, nato Carl Christian Heinrich Kühn (Dresda, 25 febbraio 1866 – Birgitz, 14 settembre 1944), è stato un fotografo tedesco.

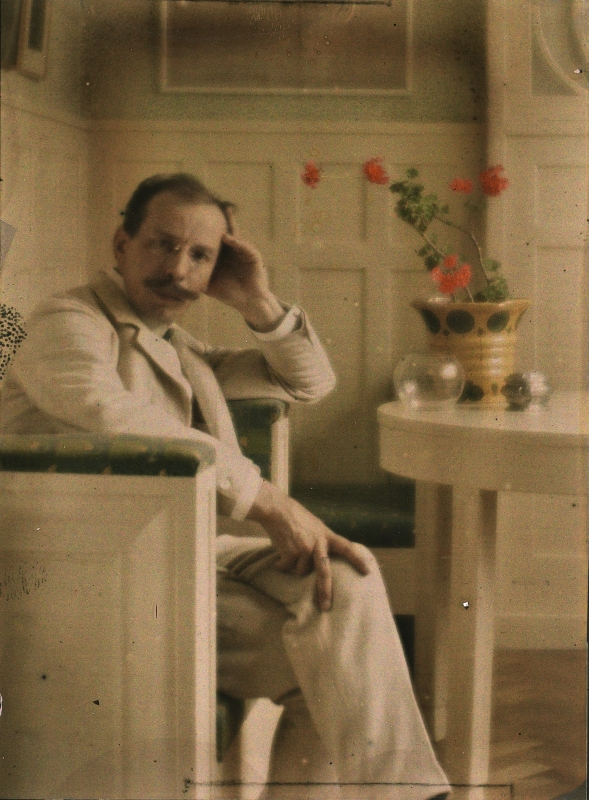
Autoritratto realizzato con metodo Autocromia, 1907

L'importanza internazionale di Kühn, che in seguito acquisì anche la nazionalità austriaca, risiedette negli anni che vanno dalla sperimentazione su gomma attorno al 1900 fino al primo decennio del nuovo secolo, anche con l'uso dell'Autocromia. Il suo lavoro fotografico è stato valutato importante per l'affermazione della fotografia d'arte a livello europeo.

## Biografia
Suo nonno era lo scultore Christian Gottlieb Kühn. Discendente da una famiglia benestante, nel 1885 studiò medicina e scienze naturali a Lipsia e successivamente proseguì a Berlino e Friburgo in Brisgovia, dove conseguì il dottorato in medicina.  A Berlino ha lavorato per la prima volta all'Istituto Robert Koch con esperimenti di microfotografia nel settore dell'istologia e della batteriologia. A causa di problemi d'asma dovette interrompere il lavoro e nel 1888 trasferirsi a Innsbruck dove il miglioramento del clima avrebbero mitigato la sua malattia. Poté dedicarsi interamente alla fotografia in quanto libero da problemi di natura finanziaria avendo alle spalle una famiglia benestante. 
In questo primo periodo si orientò verso la cosiddetta Secessione di Monaco, artisti, pittori e architetti che si posero in posizione dissonante nei confronti dell'arte considerata tradizionale, anche se non erano al livello qualitativo dei loro omologhi viennesi, tra i quali spiccavano i nomi di Gustav Klimt e Egon Schiele.
Influenzato dal pittore e fotografo viennese Hans Watzek (1848–1903) e da Hugo Henneberg (1863-1918), con loro formò il gruppo viennese denominato "Wiener Kleeblatt" o "Trifolium". Il gruppo fu il primo in Germania a riscoprire e ad esporre nel 1897 fotografie stampate alla gomma bicromata su più strati, un procedimento che prevedeva l'uso di una miscela di gomma arabica, pigmento e materiale sensibile. Il foglio, in genere, da acquerello, veniva esposto, a contatto col negativo, ai raggi del sole e ai vapori di mercurio. Poiché si poteva intervenire nei vari momenti del processo, ogni immagine rappresentava un unicum non riproducibile.

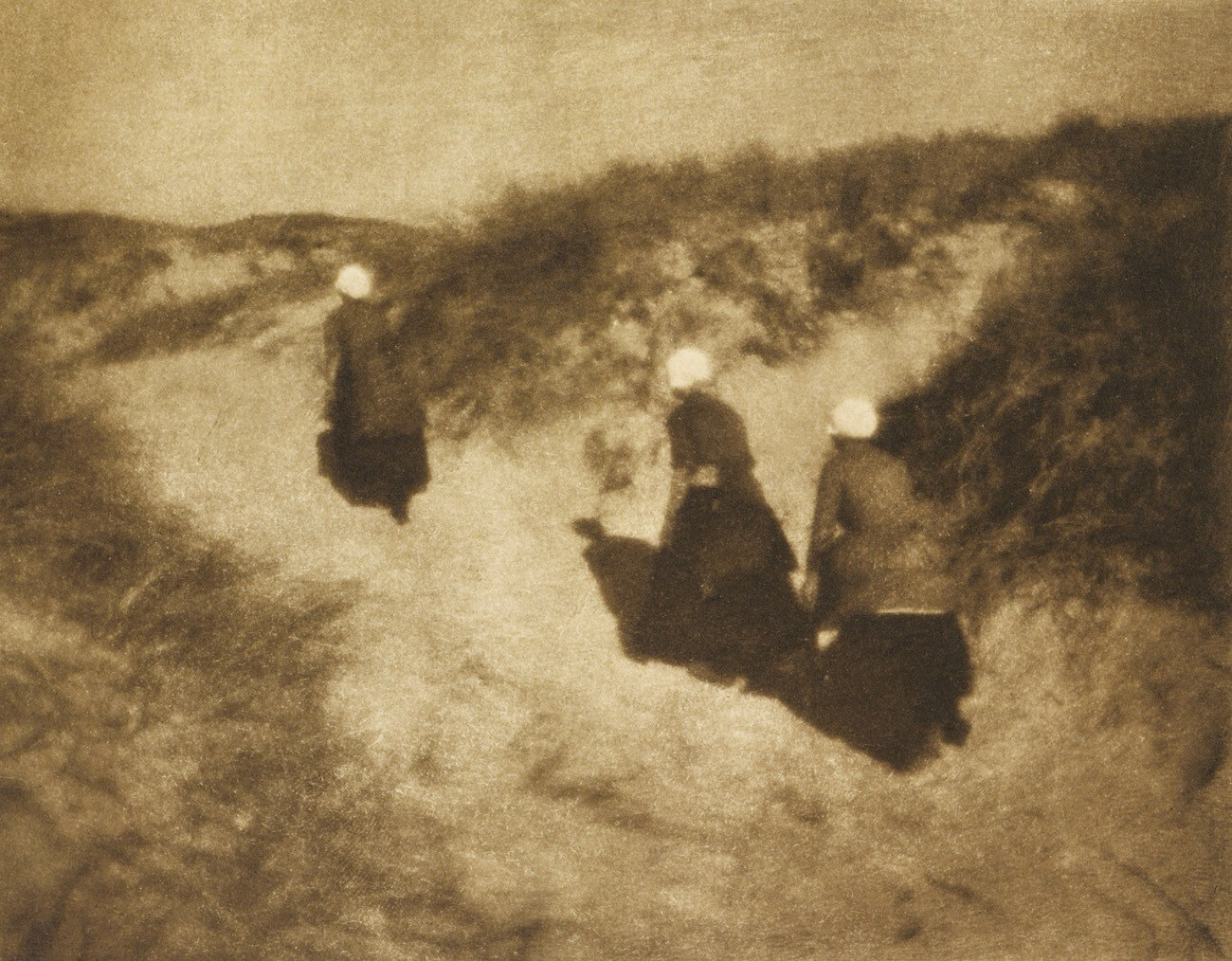
Nelle dune, 1900

Infatti fin dal 1896, insieme ai due sodali, sperimentò una ricerca di una gamma più ampia di valori tonali nelle stampe in gomma multistrato. Kühn ha operato per trovare una maggiore luminosità ed una correlazione tra ottica e chimica nella stampa, peraltro documentata in numerosi brevetti e pubblicazioni. Kühn, Watzek e Henneberg iniziarono ad esporre nel 1897-1903 sotto il nome di "Kleeblatt" o "Trifolium".
Egli ha sempre rifiutato di intervenire manualmente sulle sue fotografia, come ad esempio insegnava sul ritocco nella fotografia pittorialista, a strato unico sulla gomma bicromata, Robert Demachy, perché secondo il suo pensiero la fotografia doveva pervenire a quel risultato soltanto attraverso processi meccanici e chimici. A questo scopo negli anni Dieci del nuovo secolo inventò un obiettivo soft-focus che continuò a essere venduto per molti anni.
Nel 1911 inventò l'antesignana su gomma della fotoincisione mentre nel 1915 sperimentò la stampa tramite una colla di pesce che agiva con effetto gommoso simile ad una stampa che poi si induriva.

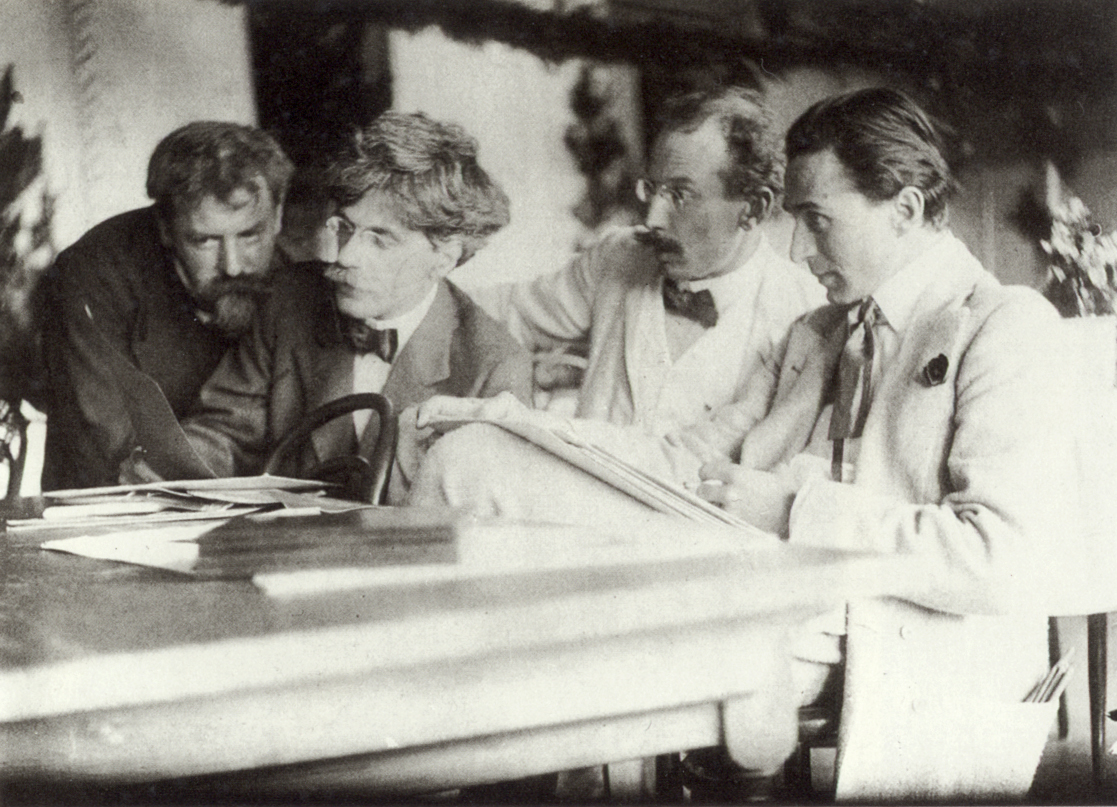
Eugene, Stieglitz, Kühn and Steichen guardano il lavoro di Eugene, 1907

Incontrò e strinse amicizia con i fotografi che all'epoca erano ai vertici della fotografia cosiddetta impressionista americana, a Vienna nel 1904: Alfred Stieglitz, Frank Eugene e Edward Steichen. Mentre gli americani prenderanno direzioni più realistiche, Kühn continuò a perseguire il suo ideale di fotografia aprendo uno studio a Innsbruck dal 1906 al 1919.
Provo ad aprire una scuola di fotografia nel 1914 ma fallì a causa della prima guerra mondiale. Dopo la fine della guerra si trasferì in campagna e lavorò come scrittore per alcune riviste fotografiche quali "Atelier des Photographen" e "Die Photographische Rundschau". Nel 1928, a seguito dei suoi suggerimenti, fu realizzata una lente "Kühn-Anachromat", prodotta nel 1931, col nome Rodenstock Imagon con vari millimetraggi e costruita fino agli anni Novanta.

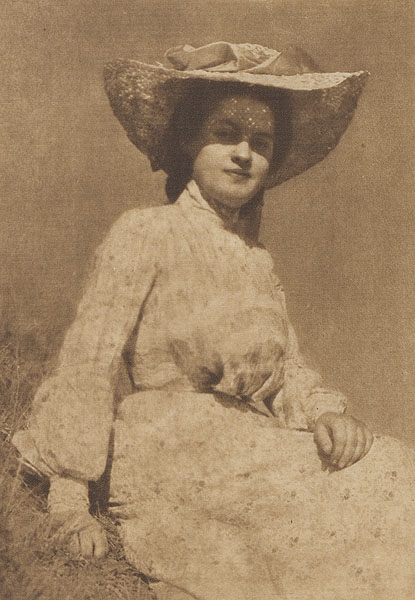
Studio sulla luce del sole, 1906

Soltanto nel 1938 aderì al partito nazista anche se non sappiamo se per convinzione o se fosse stato costretto per mancanza di lavoro o di altro (numero di iscrizione 6.104.215)